# Ben Olsen
Benjamin Robert Olsen (3 mei 1977) is een Amerikaans voetbalcoach en voormalig voetballer.

## Spelerscarrière
Olsen groeide op in Middletown (Pennsylvania). Hij speelde jeugdvoetbal bij FC Delco en speelde later op de Universiteit van Virginia onder Bruce Arena. In 1997 werd hij uitgeroepen tot Soccer America Player of the Year.
Via een draftsysteem werd hij in december 1997 toegewezen aan DC United. Na zijn eerste seizoen bij het eerste elftal werd hij uitgeroepen tot MLS Young Player of the Year Award. In teamverband won hij dat jaar de CONCACAF Champions League en de Copa Interamericana. In 1999 won hij ook zijn eerste landstitel met de club.
In het seizoen 2000/01 werd hij uitgeleend aan de Engelse tweedeklasser Nottingham Forest. Na zijn terugkeer won hij in 2004 een tweede landstitel met DC United. 

## Trainerscarrière
In januari 2010 ging Olsen aan de slag bij DC United als assistent van hoofdtrainer Curt Onalfo. In augustus 2010 nam Olsen het roer op interimbasis over. Uiteindelijk bleef Olsen definitief aan als trainer, ondanks het feit dat de club met verschillende kandidaat-coaches sprak, waaronder Lucien Favre.
In 2013 won hij met de club de US Open Cup. Een jaar later werd hij verkozen tot MLS Coach of the Year. In 2019 werd Olsen op 41-jarige leeftijd de jongste hoofdcoach in de MLS die honderd overwinningen boekte als trainer.
Tijdens het seizoen 2020 kreeg DC United te kampen met een aaneenschakeling van blessures bij spelers, waaronder bij vaste waarden als Paul Arriola en Edison Flores. De blessures droegen bij aan een ondermaats seizoen van United, waardoor de baan positie van Olsen in gevaar kwam. Op 8 oktober 2020 kwam er een einde aan de samenwerking tussen Olsen en DC United.

## Trivia
- Olsen is naast voetbaltrainer ook een gediplomeerde dominee.[8]